# Naklon tira
Naklòn tíra ali inklinácija je v astronomiji in astrodinamiki eden izmed šestih elementov tirnice, ki točno opišejo tirnico nebesnega telesa.
V splošnem je naklon tira kot med izbrano ravnino in neko drugo ravnino ali kot med to ravnino in neko smerjo v prostoru.
Običajno se za izbrano ravnino vzame ravnina ekliptike ali ekvatorja. Naklon tira se meri v stopinjah (°), označuje se z i.
Za astronome so zanimivi naslednji nakloni tirov:
- Nagib vrtilne osi

- kot med osjo vrtenja telesa in pravokotnico na ravnino tirnice
- Naklon tira glede na ekliptiko

- kot med ravnino tirnice planeta in ravnino ekliptike
- Naklon tira glede na ekvator osrednjega nebesnega telesa

- kot med  ravnino tirnice satelita in ravnino ekvatorja
Naklon tira naravnih ali umetnih satelitov se meri glede na ekvatorialno ravnino planetov:
- Naklon tira 0° pomeni, da satelit obkroža planet v ekvatorialni ravnini v smeri vrtenja planeta
- Naklon tira 90° pomeni, da je satelit v polarni tirnici, satelit kroži preko polov planeta
- Naklon tira 180° pomeni, da satelit kroži okoli planeta v ekvatorialni ravnini, vendar v obratni smeri od vrtenja planeta (vzvratno vrtenje)

V Sončevem sistemu imajo skoraj vsi planeti zelo majhen naklon tira, izjema sta samo Pluton in Erida, ki imata naklon tira 17° in 44°. Od asteroidov ima velik naklon tira Palas, 34°.